# Абатство святого Августина
Аба́тство свято́го Августи́на (лат. abbatia Sancti Augustini; англ. St Augustine's Abbey) — колишнє католицьке бенедиктинське абатство в Англії, графстві Кент, місті Кентербері. Засноване 598 року як монастир святих Петра і Павла кентерберійським єпископом Августином. Згодом отримало статус абатства. Розбудоване у Х столітті за керівництва архієпископа Дунстана, змінило назву на честь засновника (978). Перебудоване в романському стилі в ХІІ столітті, й готичному стилі у XIV столітті. Мало одну з найбагатших бібліотек на Британських островах. Розпущене 1538 року в ході Реформації в Англії та секуляризації монастирів. Перетворене на королівський палац-резиденцію. Більшість монастирських споруд занепали у XVII—XVIII століттях. 1848 року руїни отримали статус пам'ятки, стали використовуватися в освітніх цілях. Місце поховання кентських королів і кентерберійських архієпископів. Об'єкт Світової спадщини ЮНЕСКО у Великій Британії (1998). Також — Кентербері́йське аба́тство.

## Поховані
- Вітред — кентський король.
- Глотгер — кентський король.
- Етельберт I — кентський король.
- Едбальд — кентський король.
- Мул — кентський король.